# Villalar de los Comuneros
Villalar de los Comuneros è un comune spagnolo di 478 abitanti situato nella comunità autonoma di Castiglia e León. Nei suoi pressi venne combattuta, il 23 aprile 1521, la decisiva battaglia di Villalar, che pose sostanzialmente fine alla rivolta dei comuneros.